# 더 미드와이프
더 미드와이프(Sage femme, The Midwife)는 프랑스에서 제작된 마르탱 프로보스트 감독의 2017년 드라마, 코미디 영화이다. 카트린 프로 등이 주연으로 출연하였고 올리비에 델보스크 등이 제작에 참여하였다.

## 출연

### 주연
- 카트린 프로
- 까뜨린느 드뇌브

### 조연
- 올리비에 구르메
- 쿠엔틴 돌마이레
- 밀레느 드몽죠
- 폴린 에티엔
- 마리 파캉

## 제작진
- 공동제작: 자크-헨리 브론크카르트
- 공동제작: 올리비에 브론카트
- 미술: 티에리 프랑수아
- 세트: 캐서린 자리에-프리어
- 의상: 벳사비 드레이퍼스
- 배역: 브리짓 므와동